# 澳門十六浦索菲特大酒店
澳門十六浦索菲特大酒店（Sofitel Macau At Ponte 16）位於澳門內港十六浦發展項目地段，由雅高酒店集團（ACCOR Hospitality）管理經營的索菲特酒店，旗下酒店集團除索菲特（Sofitel）品牌外，還包括Novotel、Ibis、Mecure、Swissotel、Sofitel Legend等，此家澳門索菲特則於2008年8月正式開幕。酒店為五星級，設有408間豪華客房，同時設有一個法式及地中海風味餐廳及一個大堂酒吧、室外游泳池、健身中心、桑拿及蒸氣浴室、商務中心、一個300平方米的多功能廳及多個會議室等酒店設施，所有客房均備有法國名牌L'Occitane浴室用品；同時還有設有索菲特行政樓層及19所奢華式別墅-濠庭十六浦，浴室用品均採用Hermes。
酒店位處的十六浦位於澳門內港，是舊時葡萄牙領地內最為古老的城區，酒店的建築風格及整個發展項目將會反映澳門20世紀初至中期的歷史特色，25個世遺景點盡在咫尺，並與作為中國第31個世界遺產的澳門歷史城區環境相融合。

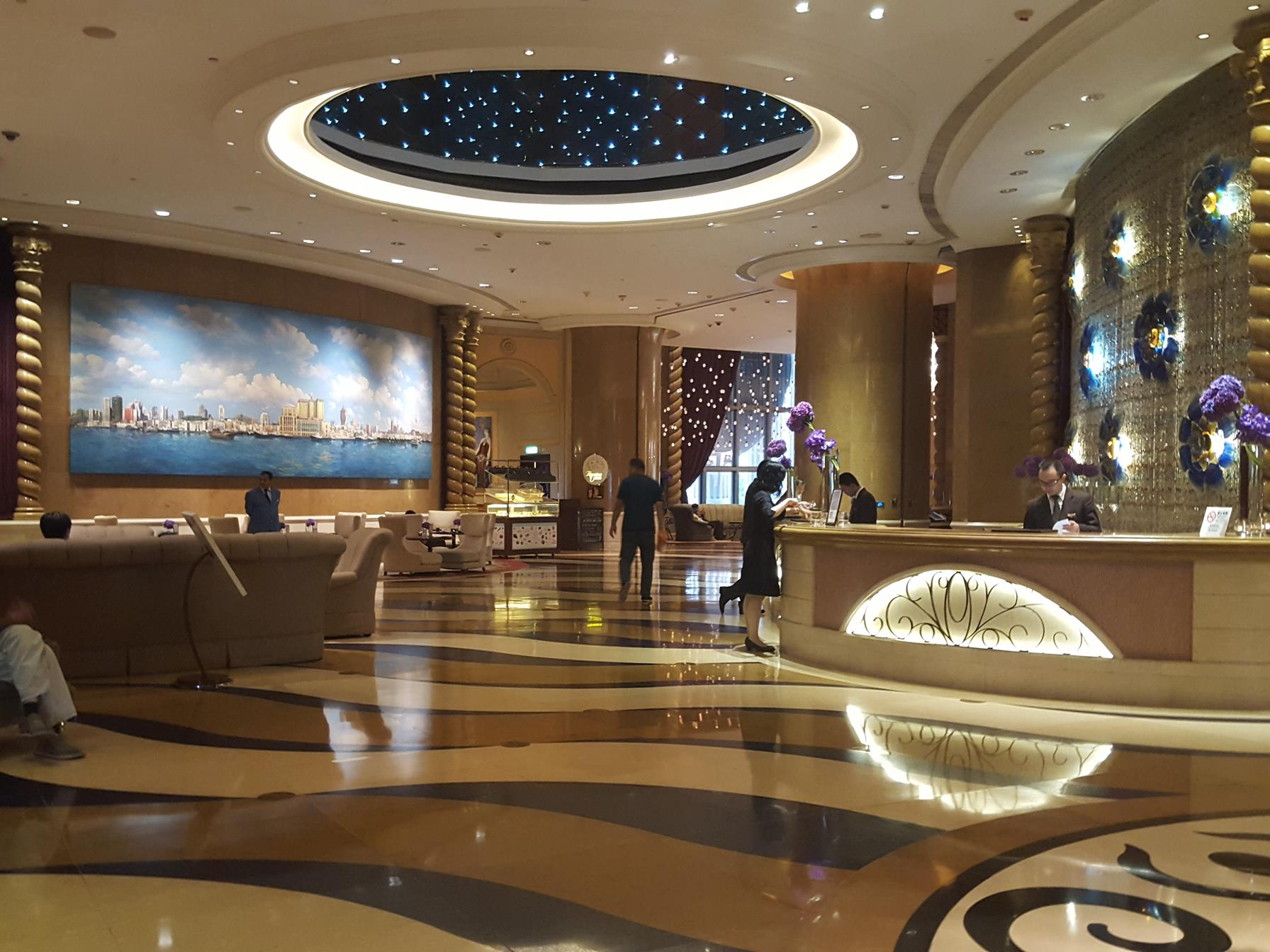
酒店大堂

## 交通配套

### 自設交通
十六浦設有來往酒店與口岸的接駁專巴服務。接駁專巴服務設有以下3條路線：
| 十六浦 | ↔ | 關閘口岸               |
| 十六浦 | ↔ | 外港碼頭               |
| 十六浦 | ↔ | 港珠澳大橋澳門邊檢大樓 |

## 圖片集

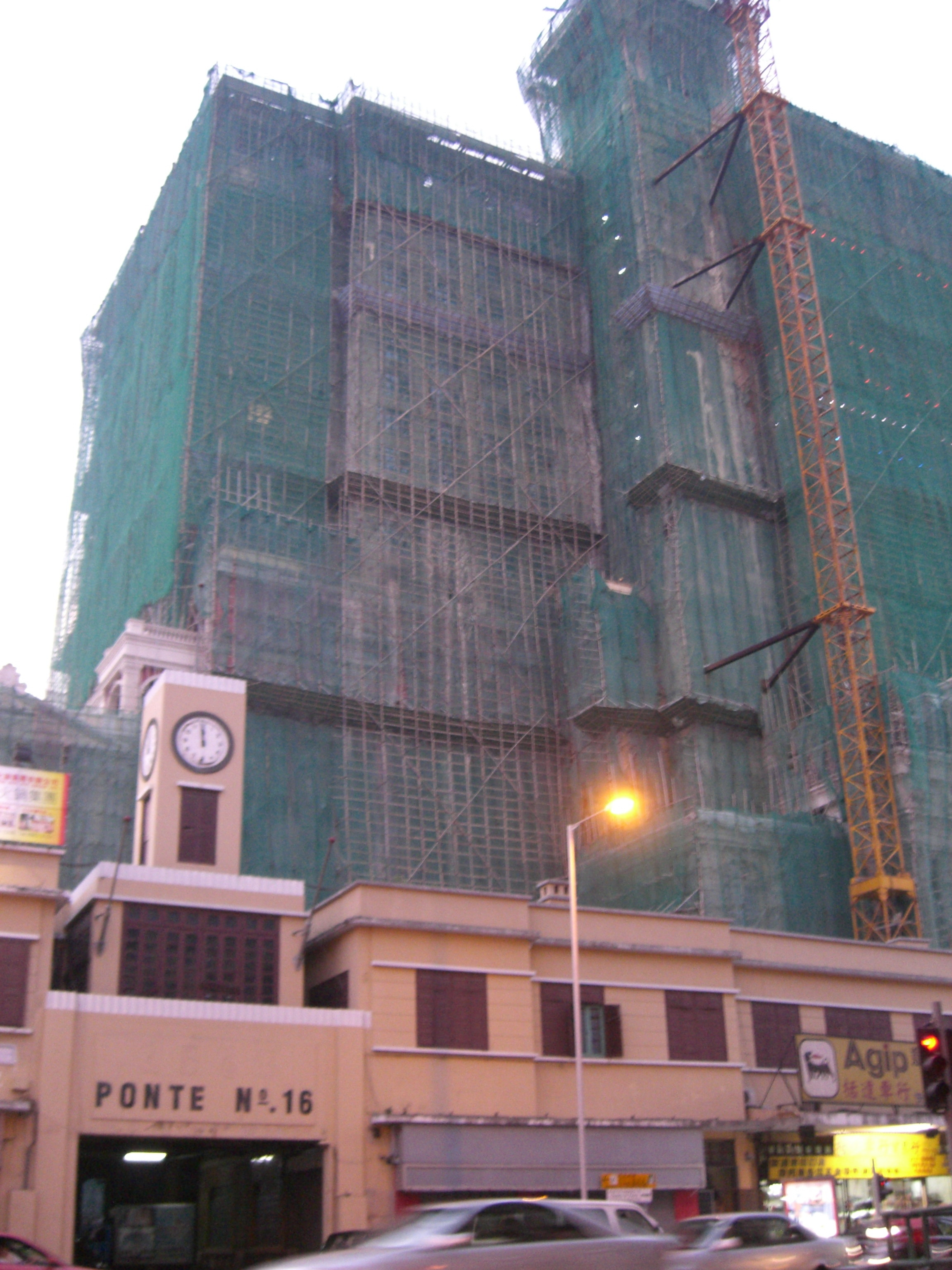
前為十六號碼頭舊有建築，後為建築中的十六浦娛樂場（2007年9月8日）
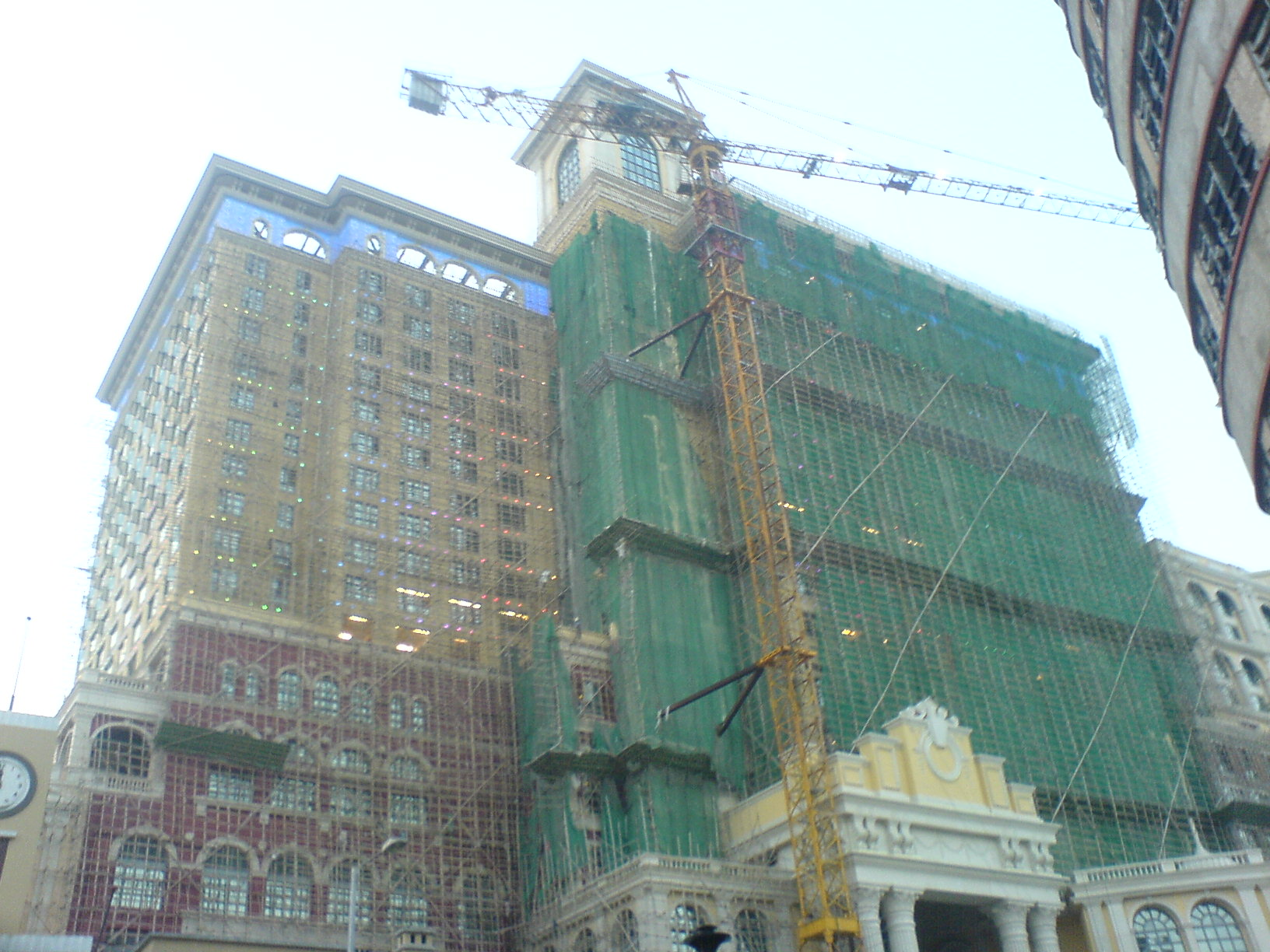
興建中的十六浦，圖中右上角的廢棄建築為澳門國際酒店（2007年10月）
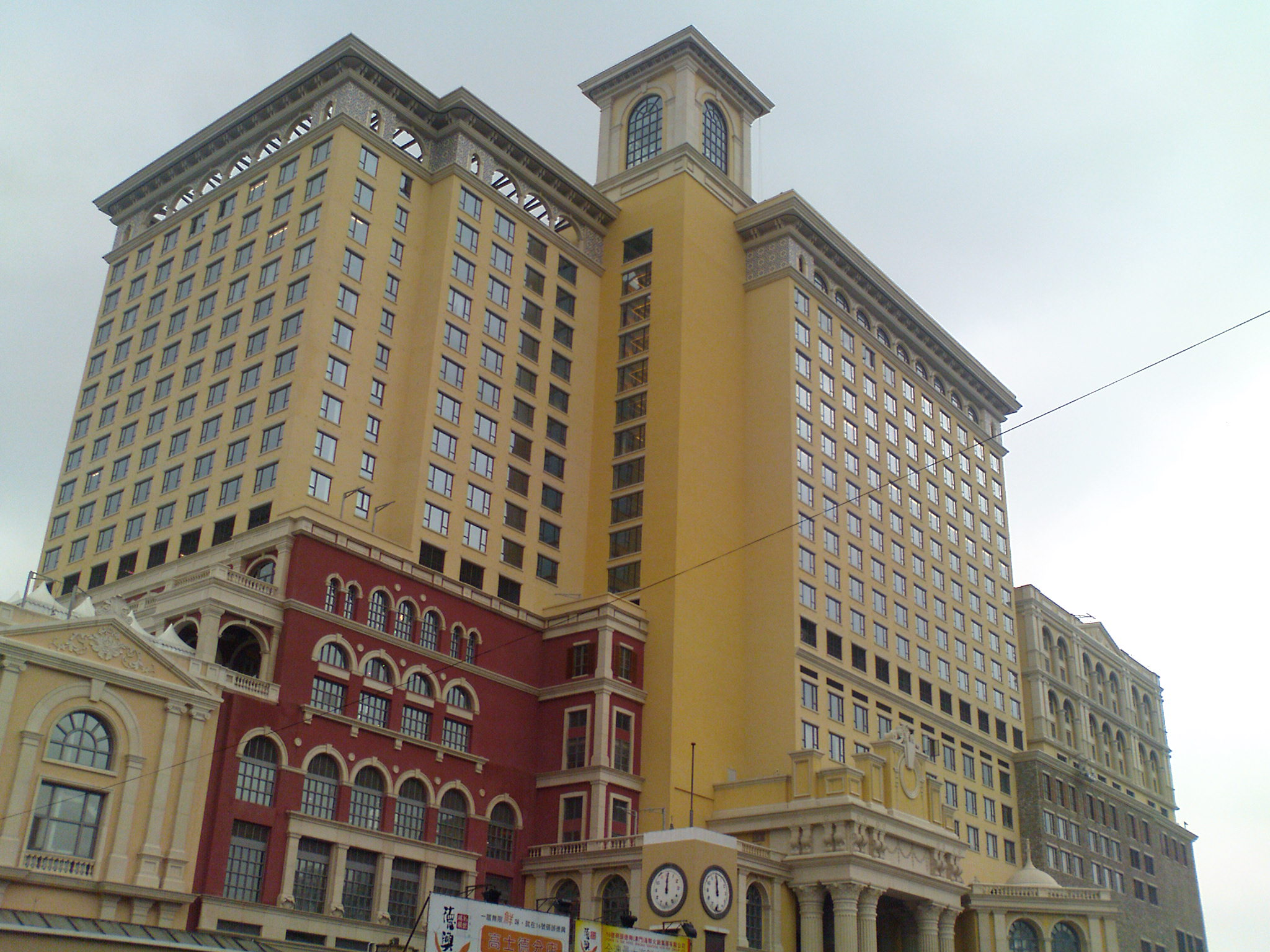
十六浦的主體建築－澳門十六浦索菲特大酒店
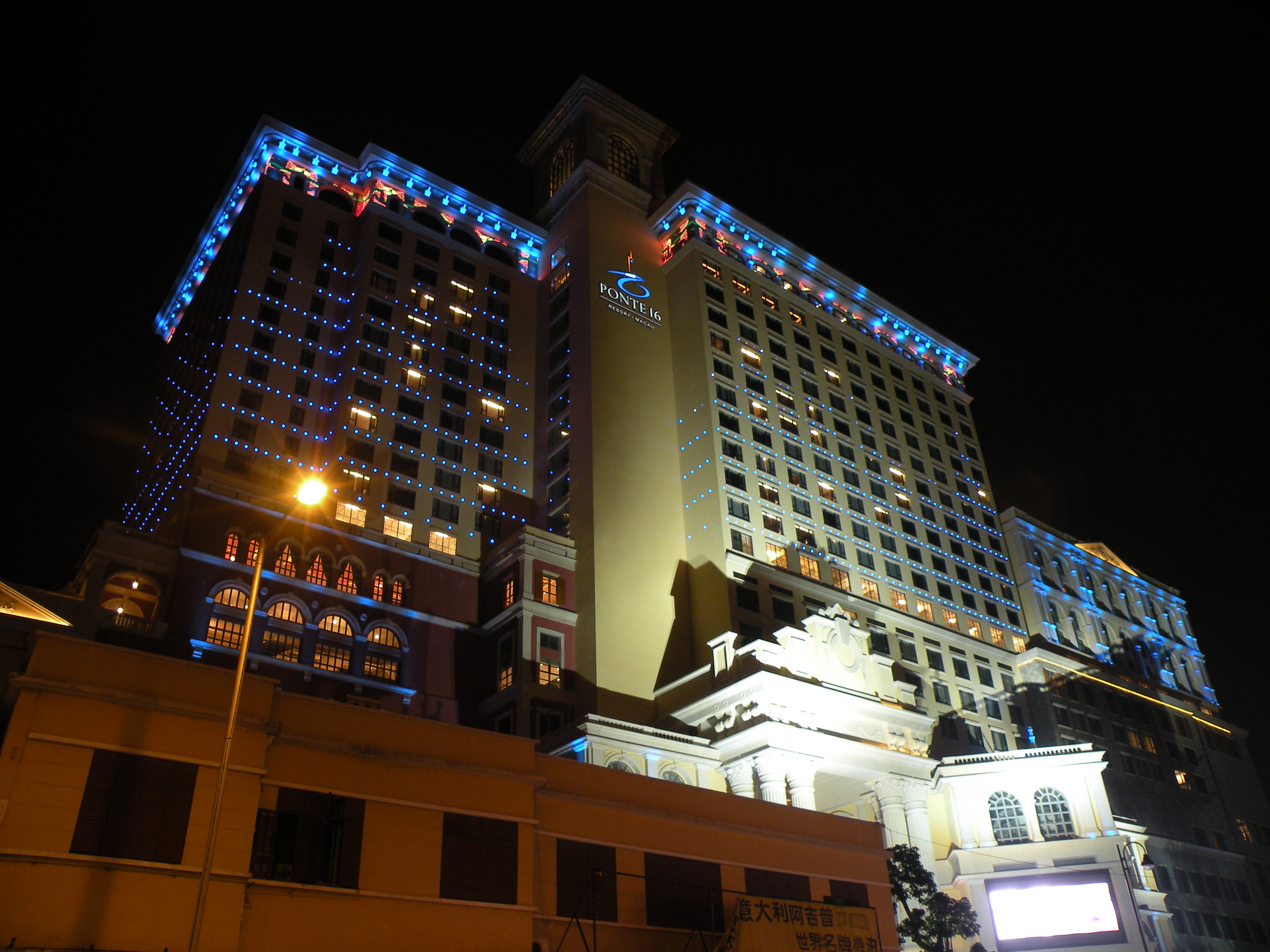
澳門十六浦夜景

## 資料來源
1. ↑  索菲特品牌進入中國澳門 的存檔，存档日期2007-12-27.

## 外部連結
- 澳門十六浦索菲特大酒店 （页面存档备份，存于）